# Montanapis koghis
Montanapis koghis – gatunek pająka z rodziny Anapidae, jedyny z monotypowego rodzaju Montanapis. Zamieszkuje Nową Kaledonię. Bytuje w ściółce i wśród butwiejącego drewna.

## Taksonomia
Gatunek i rodzaj opisane zostały po raz pierwszy w 1989 roku przez Normana I. Platnicka i Raymonda Roberta Forstera na łamach „Bulletin of the American Museum of Natural History”. Jako lokalizację typową wskazano stanowisko na górze Koghis na Nowej Kaledonii. Nazwa rodzajowa to połączenie słów montane („górski”) i Anapis, natomiast epitet gatunkowy pochodzi od lokalizacji typowej.

## Morfologia
Jedyny zmierzony samiec ma 0,75 mm długości ciała przy karapaksie długości 0,38 mm i szerokości 0,28 mm, a jedyna zmierzona samica 0,76 mm długości ciała przy karapaksie długości 0,35 mm i szerokości 0,28 mm. Ubarwienie karapaksu jest pomarańczowe, a zarys prawie okrągły ze ściętym tyłem. Na części głowowej występują dwie pary guzków ze szczecinkami. Na części tułowiowej występują dwa duże guzki przednio-środkowe ulokowane przy tylnej krawędzi rowka szyjnego oraz rozchodzące się promieniście od rowka tułowiowego listewki. Sześcioro oczu rozmieszczonych jest w dwóch rzędach – zanikowi uległa para przednio-środkowa. Oczy pary tylno-środkowej stykają się ze sobą, w widoku przednim leżą wyżej niż oczy pary tylno-bocznej, a w widoku grzbietowym bardziej z przodu niż one. Oczy tylno-boczne stykają się z oczami przednio-bocznymi i oddalone są od tylno-środkowych o dwukrotność średnicy. Nadustek jest u samca czterokrotnie wyższy niż średnica oczu przednio-bocznych. Pomarańczowe szczękoczułki są na przedniej krawędzi zaopatrzone w trzy zęby, z których dwa odsiebne są oddzielone, niezlane. Pomarańczowa, trójkątna warga dolna ma wcięty wierzchołek i małą ostrogę. Szczęki zaopatrzone są w słabe skopule i serrule. Sternum jest pomarańczowe i wyniesione. Odnóża są jasnopomarańczowe, porośnięte delikatnymi szczecinkami. Kolejność par odnóży od najdłuższej do najkrótszej to I, II, IV, III. Opistosoma (odwłok) samca ma niemal cały wierzch nakryty zaokrąglonym skutum grzbietowym, wąsko oddzielonym od otaczającego łącznik skutum przedniego. U samicy występuje skutum przednie i skleryt postgenitalny, brak zaś skutum grzbietowego, a wierzch opistosomy jest skórzasty. Genitalia samicy odznaczają się końcowymi częściami spermatek bocznych otoczonymi przez przewody. Nogogłaszczki samca mają niezmodyfikowane udo, dość krótką i zaopatrzoną w apofizę dystalno-wentralną rzepkę, długą i zakrzywioną łukowato goleń,  niezmodyfikowane cymbium, spiralnie zakręcony wokół bulbusa embolus oraz towarzyszącą mu apofizę rozszerzoną dystalnie i zaopatrzoną w przeddystalny haczyk.

## Ekologia i występowanie
Pająk ten występuje endemicznie w równikowych lasach deszczowych środkowej i południowej części Nowej Kaledonii. Znajdywany jest na rzędnych od 280 do 1020 m n.p.m. Spotykany jest w ściółce i wśród butwiejącego drewna.